# 里氏劍尾脂鯉
里氏劍尾脂鯉，為輻鰭魚綱脂鯉目脂鯉亞目脂鯉科的其中一個種，分布於南美洲千里達、委內瑞拉、哥倫比亞淡水流域，體長可達4.8公分，棲息在底中層水域，生活習性不明，可作為觀賞魚。